# Tivoli Gardens FC
El Tivoli Gardens FC és un club de futbol jamaicà de la ciutat de Kingston.

## Futbolistes destacats
- Fabian Davis
- Ricardo Fuller
- Jermaine Johnson
- Marco McDonald

## Palmarès
- Lliga jamaicana de futbol: [1]
  - 1983, 1999, 2004
- Copa jamaicana de futbol: [2]
  - 1999, 2006